# Thoradonta butlini
Thoradonta butlini is een rechtvleugelig insect uit de familie doornsprinkhanen (Tetrigidae). De wetenschappelijke naam van deze soort is voor het eerst geldig gepubliceerd in 1987 door Blackith & Blackith.